# Benoni Ambăruș
Benoni Ambăruș, souvent surnommé Don Ben, né le 22 septembre 1974 à Somușca, Bacău en RS de Roumanie, est un évêque roumain basé en Italie, archevêque de Matera-Irsina et évêque de Tricarico depuis 2025. Il est auparavant évêque auxiliaire de Rome.

## Biographie
Ambăruş naît en Roumanie. En 1996, il immigre en Italie pour ses études. Il fait ses études supérieures à l'université pontificale grégorienne. D'abord fait prêtre par Jean-Claude Périsset dans sa Roumanie natale, il est incardiner dans le diocèse de Rome en 2007 où il obtient le surnom de Don Ben. Il travaille alors dans le quartier de Valle Muricana, l'un des plus pauvres de Rome. À se poste, il accueille la première visite du pape François dans une paroisse romaine. Il est également fait directeur de la section locale de Caritas. En 2021, il est nommé évêque auxiliaire de Rome et évêque titulaire de Truentum (de) où il assiste le cardinal Angelo De Donatis dans ses tâches quotidiennes. Il est consacré évêque par le cardinal De Donatis avec l'assistance d'Enrico Feroci et d'Aurel Percă (ro),.
En 2025, Ambăruş est fait archevêque de Matera-Irsina et évêque de Tricarico In persona episcopi. Il est prévu qu'il soit installé au poste du premier le 19 juillet et du second le lendemain.